# Lluís Carreras
Lluís Carreras Ferrer (Sant Pol de Mar, 24 settembre 1972) è un allenatore di calcio ed ex calciatore spagnolo, di ruolo difensore.

## Palmarès

### Giocatore

#### Competizioni nazionali
- Campionato spagnolo: 1

Barcellona: 1992-1993
- Supercoppa di Spagna: 1

Mallorca: 1998
- Segunda División spagnola: 1

Atlético Madrid: 2001-2002